# Dominik Kun
Dominik Kun (Giżycko, 1993. június 22. –) lengyel korosztályos válogatott labdarúgó, a Widzew Łódź középpályása.

## Pályafutása

### Klubcsapatokban
Kun a lengyelországi Giżycko városában született. Az ifjúsági pályafutását a Koszałek Opałek Węgorzewo csapatában kezdte, majd a Vęgoria Węgorzewo akadémiájánál folytatta.
2009-ben mutatkozott be a Vęgoria Węgorzewo felnőtt keretében. 2011-ben a Stomil Olsztyn, majd az első osztályú Pogoń Szczecin szerződtette. 2015-ben a Wisła Płockhoz igazolt. A 2017–18-as szezonban a Pogoń Siedlce csapatát erősítette kölcsönben. 2018-ban visszatért a Stomil Olsztyn együtteséhez. 2019-ben a Sandecja Nowy Sączhoz csatlakozott. 2020. augusztus 14-én a másodosztályban szereplő Widzew Łódź csapatához szerződött. Először a 2020. augusztus 29-én, a Radomiak ellen 4–1-re elvesztett mérkőzés 64. percében, Michael Ameyaw cseréjeként lépett pályára. Első gólját 2021. június 13-án, az Odra Opole ellen hazai pályán 2–1-re megnyert találkozón szerezte meg.

### A válogatottban
Kun az U20-as és az U21-es korosztályú válogatottakban is képviselte Lengyelországot.
2014-ben debütált az U21-es válogatottban. Először a 2014. június 4-ei, Bosznia-Hercegovina ellen 1–0-ra megnyert barátságos mérkőzés 57. percében, Mateusz Lewandowskit váltva lépett pályára.

## Statisztikák
2023. február 24. szerint
| Klub                       | Szezon   | Osztály     | Bajnokság | Bajnokság | Kupa és Ligakupa | Kupa és Ligakupa | Nemzetközi | Nemzetközi | Összesen | Összesen |
| Klub                       | Szezon   | Osztály     | Meccs     | Gól       | Meccs            | Gól              | Meccs      | Gól        | Meccs    | Gól      |
| -------------------------- | -------- | ----------- | --------- | --------- | ---------------- | ---------------- | ---------- | ---------- | -------- | -------- |
| Pogoń Szczecin             | 2013–14  | Ekstraklasa | 11        | 0         | 0                | 0                | —          | —          | 11       | 0        |
| Pogoń Szczecin             | 2014–15  | Ekstraklasa | 24        | 1         | 1                | 0                | —          | —          | 25       | 1        |
| Pogoń Szczecin             | 2015–16  | Ekstraklasa | 1         | 0         | 0                | 0                | —          | —          | 1        | 0        |
| Pogoń Szczecin             | Összesen | Összesen    | 36        | 1         | 1                | 0                | 0          | 0          | 37       | 1        |
| Wisła Płock                | 2015–16  | I Liga      | 14        | 0         | 0                | 0                | —          | —          | 14       | 0        |
| Wisła Płock                | 2016–17  | Ekstraklasa | 19        | 1         | 0                | 0                | —          | —          | 19       | 1        |
| Wisła Płock                | Összesen | Összesen    | 33        | 1         | 0                | 0                | 0          | 0          | 33       | 1        |
| Pogoń Siedlce (kölcsönben) | 2017–18  | I Liga      | 21        | 3         | 0                | 0                | —          | —          | 21       | 3        |
| Stomil Olsztyn             | 2018–19  | I Liga      | 19        | 1         | 1                | 0                | —          | —          | 20       | 1        |
| Sandecja Nowy Sącz         | 2018–19  | I Liga      | 12        | 1         | 0                | 0                | —          | —          | 12       | 1        |
| Sandecja Nowy Sącz         | 2019–20  | I Liga      | 31        | 4         | 0                | 0                | —          | —          | 31       | 4        |
| Sandecja Nowy Sącz         | Összesen | Összesen    | 43        | 5         | 0                | 0                | 0          | 0          | 43       | 5        |
| Widzew Łódź                | 2020–21  | I Liga      | 30        | 1         | 1                | 0                | —          | —          | 31       | 1        |
| Widzew Łódź                | 2021–22  | I Liga      | 32        | 2         | 3                | 2                | —          | —          | 35       | 4        |
| Widzew Łódź                | 2022–23  | Ekstraklasa | 22        | 3         | 1                | 0                | —          | —          | 23       | 3        |
| Widzew Łódź                | Összesen | Összesen    | 84        | 6         | 5                | 2                | 0          | 0          | 89       | 8        |
| Összesen                   | Összesen | Összesen    | 236       | 17        | 7                | 2                | 0          | 0          | 243      | 19       |

## Sikerei, díjai
Wisła Płock
- I Liga
  - Feljutó (1): 2015–16

Widzew Łódź
- I Liga
  - Feljutó (1): 2021–22